# Говяжья вырезка

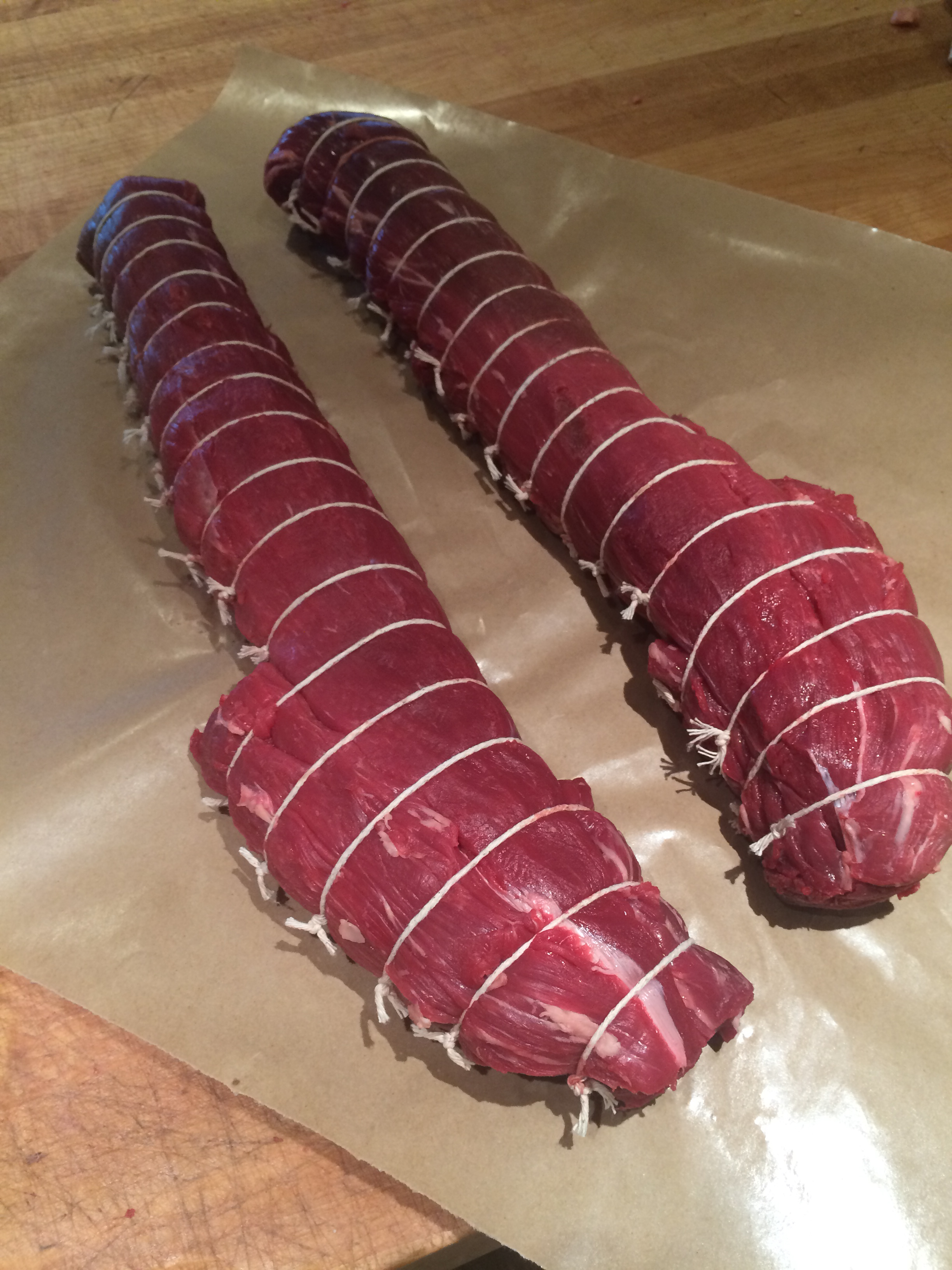
Говяжья вырезка в обвязке, подготовленная к обжариванию целиком

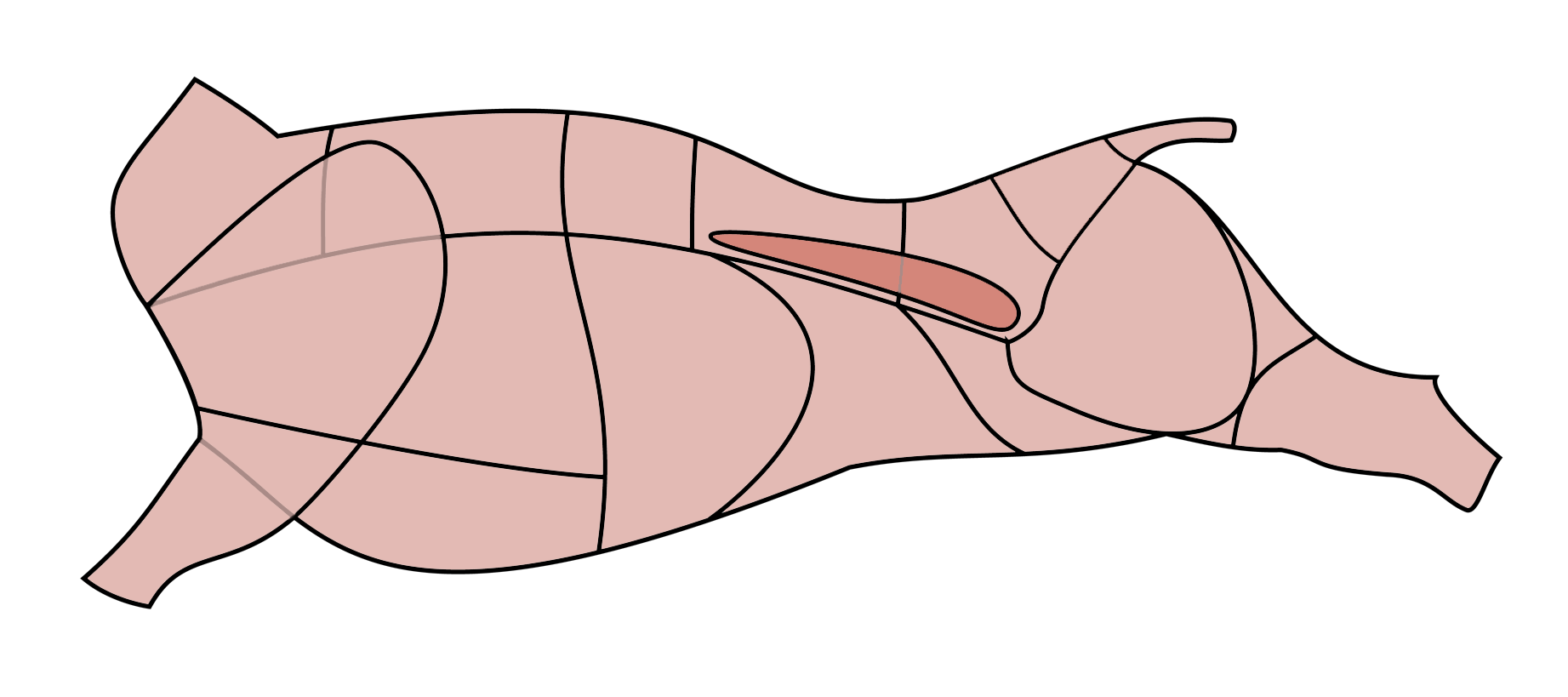
Вырезка на схеме разделки говяжьей туши

Говяжья вырезка, филе — лучшая и самая дорогая часть говяжьей туши, находящаяся в заднем подреберье. Это пояснично-подвздошная мышца, бедная соединительной тканью и почти не получающая при жизни животного физической нагрузки, поэтому очень нежная. Идеально подходит для быстрой обжарки и приготовления на гриле. Из тонкой части вырезки нарезаются стейк филе-миньон, из толстой части — шатобриан. Головная часть вырезки используется для приготовления бифштекса. Из тонких ломтей получаются лангеты. Из сырой говяжьей вырезки готовят карпаччо.
Благодаря тонкому вкусу и нежной текстуре мясо вырезки прекрасно сочетается с соусами.